# Marquesado de Acaya
El marquesado de Acaya es un título nobiliario creado el 27 de febrero de 1689 por Real Decreto del rey Carlos II a favor de Mateo Vernaza y Vernaza, consejero del Real Consejo de Italia y caballero de la Orden de Montesa, por los servicios prestados en el Reino de Nápoles y en las posesiones italianas de la Monarquía Hispánica, a través del Consejo de Italia.
Fue sucedido por 4 herederos hasta la rehabilitación del título por el rey Alfonso XIII en 1926 en al persona de José María Maldonado y Fernández de Vernaza.
Actualmente el título se encuentra vacante.
- Datos: Q5999732